# تارا لین فاکس
تارا لین فاکس (انگلیسی: Tara Lynn Foxx؛ زاده ۱۳ ژوئن ۱۹۹۰) بازیگر پورنوگرافی اهل ایالات متحده آمریکا است.